# Ranunculus orbiculatus
Ranunculus orbiculatus är en ranunkelväxtart som beskrevs av Carl Ludwig von Blume. Ranunculus orbiculatus ingår i släktet ranunkler, och familjen ranunkelväxter. Inga underarter finns listade i Catalogue of Life.